# Wenzel Müller

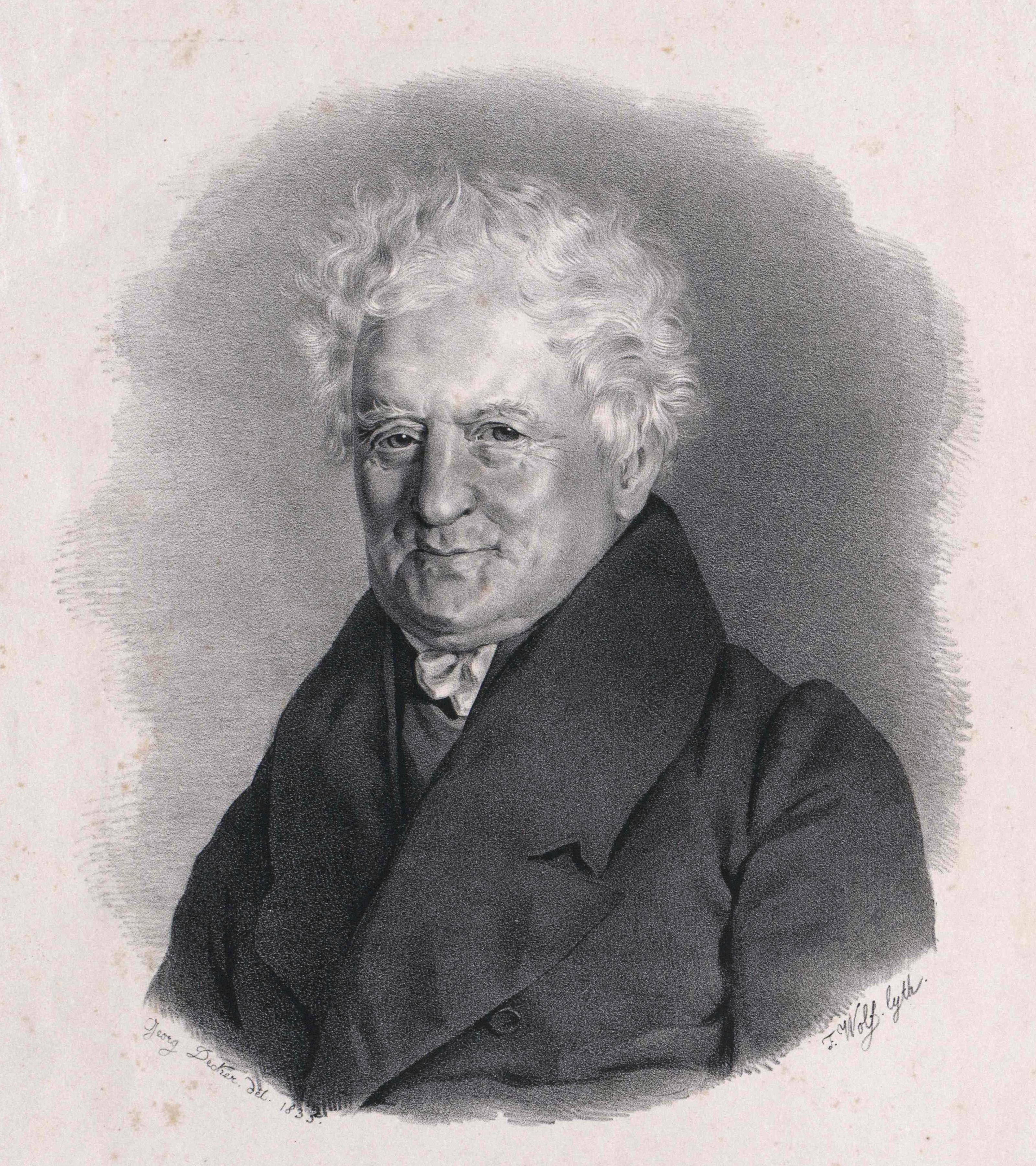
Wenzel Müller

Wenzel Müller (Městečko Trnávka, 26 september 1759 – Baden bij Wenen, 3 augustus 1835) was een Oostenrijks componist en kapelmeester, van Tsjechische oorsprong. Hij werd populair door zijn veelheid aan harmoniestukken, volksmuziek, opera’s en kerkmuziek.

## Levensloop

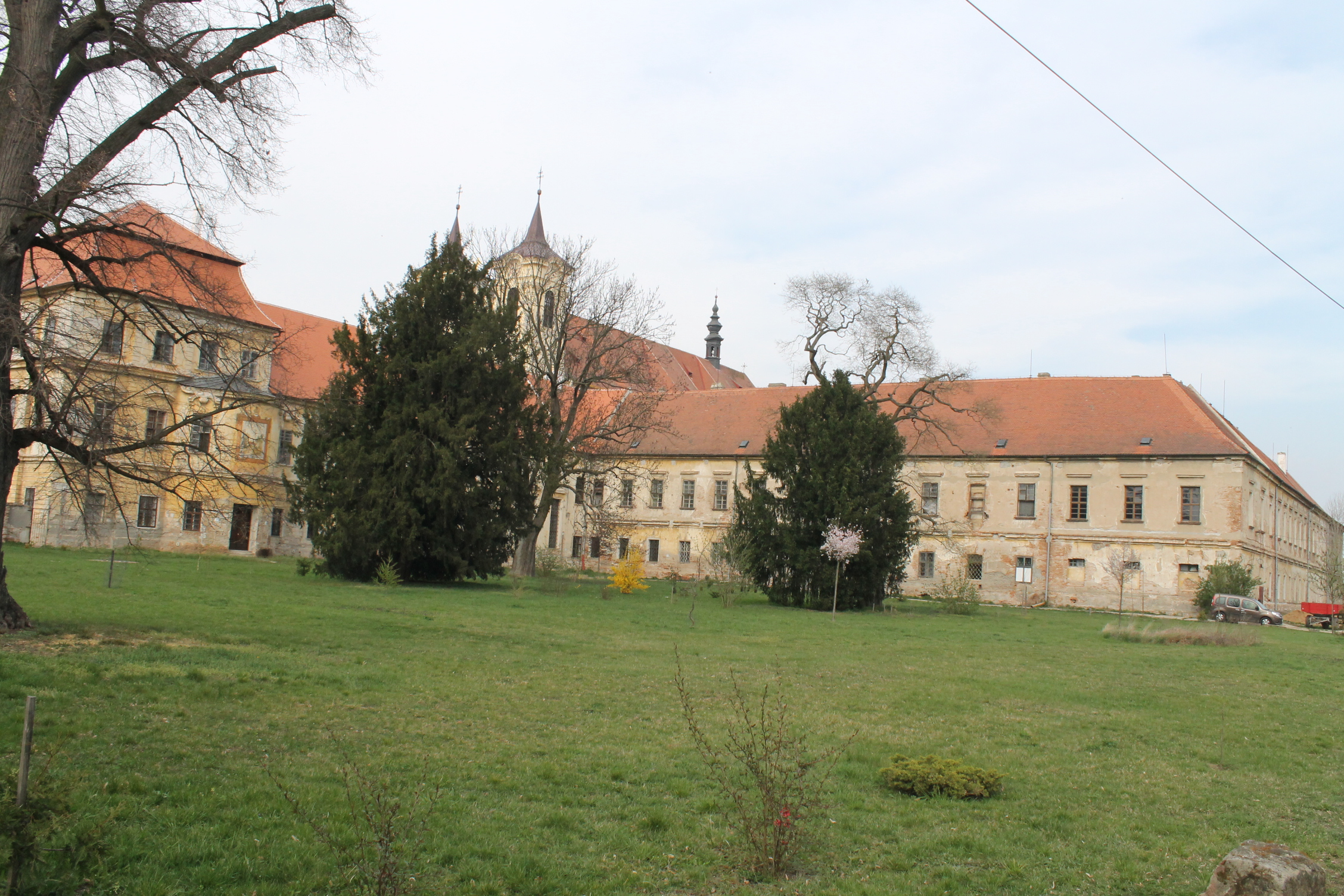
Voormalige abdij van Raigern, Tsjechië. Bij de benedictijnen begon de jonge Müller zijn muzikale carrière.

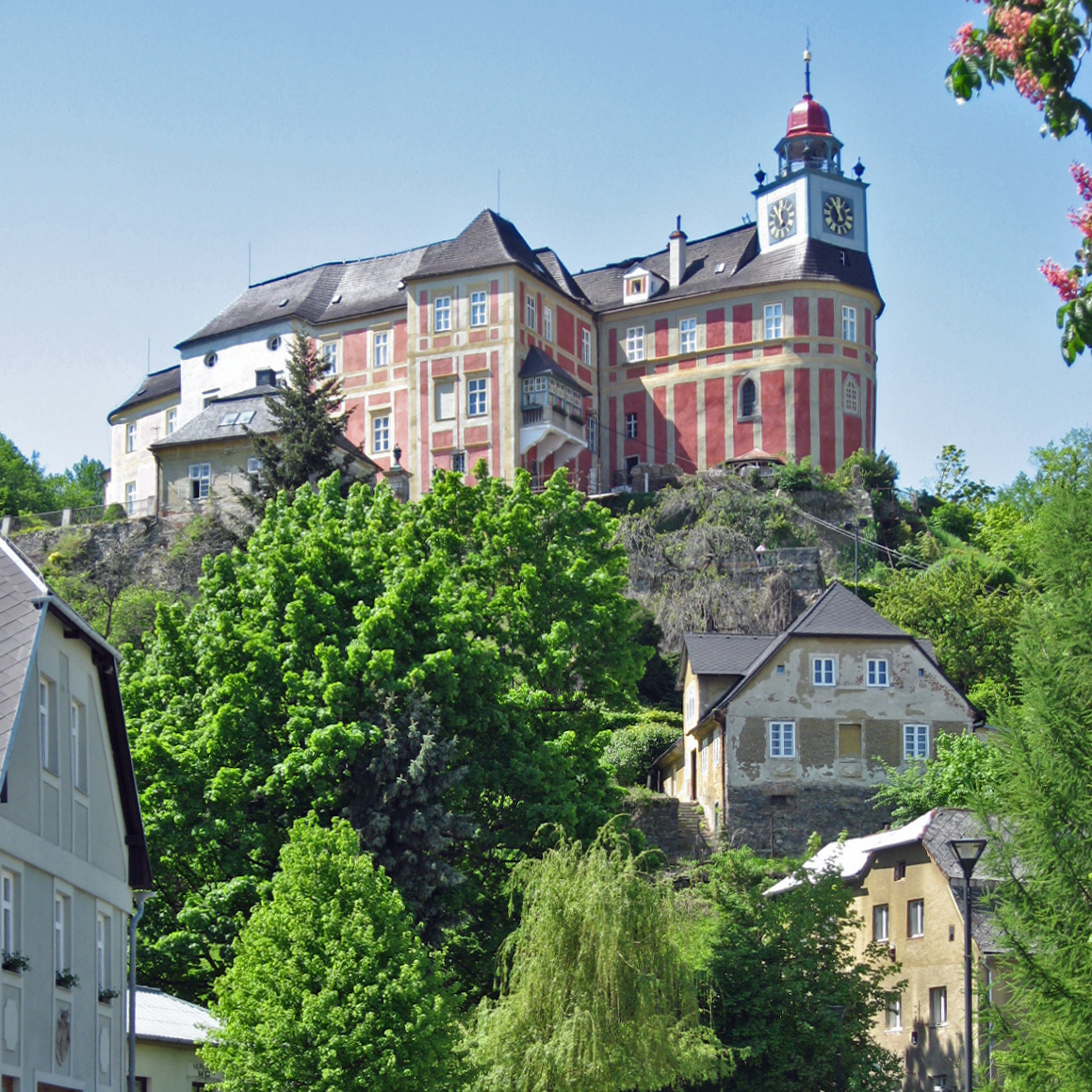
Kasteel van de prins-bisschop van Breslau in Jaurnig, Tsjechië. Mûller kreeg er een hogere muziekopleiding.

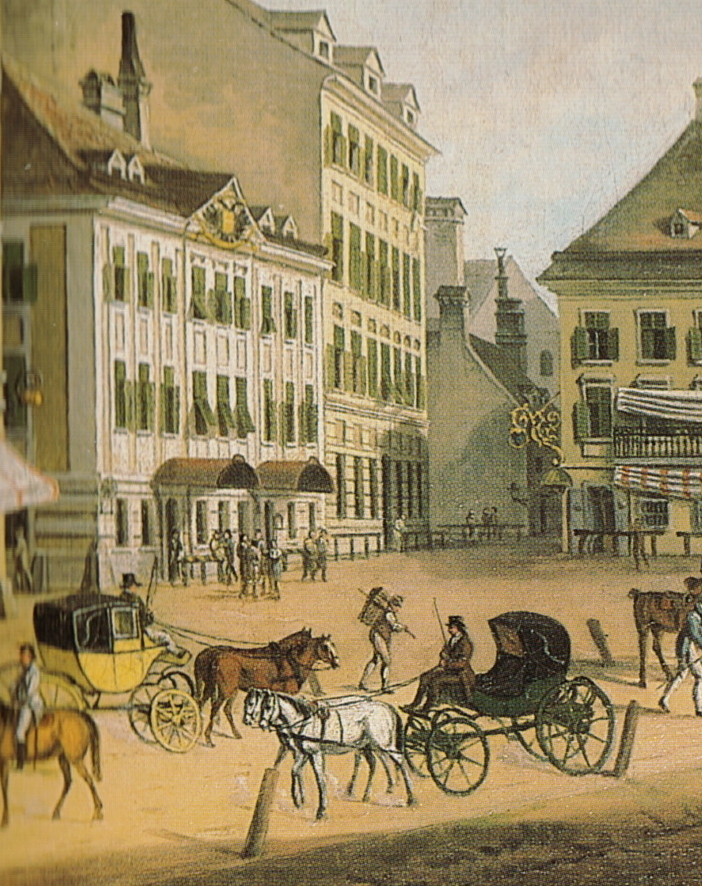
Leopoldstadt Theater in Wenen, het hoogtepunt van Müllers carrière.

### Moravië
Hij werd geboren in Moravië, een van de Oostenrijkse erflanden. Hij groeide op in het dorp Markt Turnau, vandaag Městečko Trnávka in Tsjechië. Hij verloor vroeg zijn vader, een herenboer. Hij groeide op bij zijn stiefvader, een leraar. Müller verhuisde naar verschillende dorpen in Moravië, waar onderwijzers hem opleidden in de beginselen van de muziek. Zo stuurde een onderwijzer hem naar de benedictijnenabdij van Raigern, vandaag Rajhrad in Tsjechië. Müller werd koraal in het koor van de benedictijnen. Hij toonde zich leergierig en monniken leerden hem notenleer en blaasinstrumenten te bespelen. Zij stimuleerden Müller ook te componeren. Müller componeerde er zijn eerste harmoniestukken en kerkliederen. Aan 12 jaar schreef hij de muziek voor een mis, ter gelegenheid van de priesterwijding van zijn oudere broer. Dit evenement deed de ronde in Moravië. 

### Silezië
De abt van Raigern, Ottmar, stuurde Müller naar de muziekkapel van de prins-bisschop van Breslau (vandaag Wroclaw in Polen). Het was duidelijk voor de abt dat Müller geen geestelijke zou worden zoals zijn broer. Müller koos volop voor een muzikale carrière. Hij verbleef aan het hof van bisschop-graaf Philipp Schaffgotsch, op diens kasteel Johannesberg in Jaurnig (vandaag Javorknik) in Oostenrijks-Silezie, vandaag Tsjechië. Müller kreeg hoger muziekonderwijs van von Dittersdorf, de beroemde kapelmeester van de prins-bisschop. Müller werd een goed opgeleide muzikant. Het was het begin van een lange vriendschap tussen von Dittersdorf en Müller.

### Moravië
Van 1782 tot 1785 werkte Müller aan het Theater in Brünn (vandaag: Brno in Tsjechië), hoofdstad van Moravië. Hij maakte carrière van 3e violist tot kapelmeester. Tevens componeerde hij operettes en andere muziekwerken. In 1785 brandde het theater af en werd al het personeel ontslagen. Müller moest dringend op zoek naar werk en een inkomen.

### Wenen
Van 1786 tot 1807 was Müller kapelmeester van het Leopoldstadt Theater in Wenen gelegen. De opvoering van zijn eigen werk Je gröber der Schelm, je gröber das Glück kende op slag succes in de stad (1786). Hij componeerde meer dan 70 opera’s, theatermuziek en liederen. Door de hoge productie van muziekstukken kende het Leopoldstadt Theater een opmerkelijke populariteit. De naam van Müller geraakte bekend in alle Oostenrijkse erflanden. Zijn liederen werden tot volksdeuntjes en studentenliederen omgevormd, zoals bijvoorbeeld het gekende Wer niemals einen Rausch gehabt, der is kein braver Mann.

### Praag
Hij onderbrak zijn werk in Wenen voor een benoeming tot kapelmeester en regisseur aan de Statentheater in Praag, hoofdstad van het Oostenrijkse Bohemen. Hier werkte hij van 1807 tot 1813. Hij had zijn dochter en schoonzoon gevolgd, die allebei een benoeming hadden gekregen als operazangers in Praag. Toen dit echtpaar terugkeerde naar Wenen voor hun verdere muziekcarrière, reisde Müller met hen terug. Carl Maria von Weber volgde Müller op in Praag; Müller had er een chaotische boekhouding achtergelaten.

### Wenen
Van 1813 tot zijn dood in 1835 werkte Müller opnieuw als componist en kapelmeester van het Leopoldstadt Theater. Het was het hoogtepunt van zijn muzikale carrière. Uiteindelijk schreef Müller in zijn leven meer dan 200 muziekstukken waaronder opera’s en operettes, volksmuziek, cantates en missen. Onder zijn meest bekende werken gelden Das verfehlte Rendezvous (1783), Das neue Sonntagskleid (1793), Die Schwestern von Prag (1794) en Asmodi oder das böse Weib und der Satan (1834).
Hij stierf in 1835 in Baden nabij Wenen. De pastoor van de parochie schreef verkeerdelijk als geboortejaar van Müller het jaar 1767 op, wat in latere biografieën overgenomen werd.

## Familie
Müller huwde driemaal. In 1787 huwde hij in Wenen met Magdalene Reiningsthal, zangeres. In 1803 huwde hij in Wenen met Anna Trautmann, theateractrice. Aan het einde van zijn leven, in 1830, huwde hij in Wenen met Karoline Dillenthaler, actrice en operazangeres. Uit het eerste huwelijk had Müller meerdere kinderen, die allen zanger werden.
- Bibsys: 2112375
- Biblioteca Nacional de España: XX1769015
- Bibliothèque nationale de France: cb16262383d (data)
- Gemeinsame Normdatei: 118785230
- International Standard Name Identifier: 0000 0001 1856 323X
- Library of Congress Control Number: n85173068
- Nationale Bibliotheek van Letland: 000046247
- MusicBrainz: f804e245-8225-4fd1-935b-08652c404451
- Nationale Bibliotheek van Tsjechië: jn20011211079
- Nationale Bibliotheek van Israël: 987007297639005171
- Nederlandse Thesaurus van Auteursnamen: 070190682
- SNAC: w6f48hn0
- Virtual International Authority File: 72830264
- WorldCat: E39PCjtMq9XHYw64dGyFmctvpd